# Grajal de Ribera
Grajal de Ribera es una localidad española perteneciente al municipio de La Antigua, en la comarca del Páramo Leonés, provincia de León, comunidad autónoma de Castilla y León.
Perteneció al antiguo Partido de Benavente, actualmente en la Provincia de Zamora y anteriormente en la de Valladolid.